# Darlene Vogel
Darlene Vogel (25 de octubre de 1962 en Modesto, California), es una actriz y modelo estadounidense, reconocida por su participación en la película Back to the Future Part II de Robert Zemeckis.

## Carrera
Su primera aparición en el cine se dio en 1989 en la película Back to the Future Part II. Entre 1996 y 1999 interpretó a la oficial Chris Kelly en la serie de televisión Pacific Blue. También actuó en la telenovela One Life to Live como la Dra. Melanie Farrell McIver entre el 2000 y el 2001. Otras películas en las que ha participado incluyen a Ski School, Angel 4: Undercover y Ring of Steel. También ha sido artista invitada en series de televisión populares como Full House, Farscape, Northern Exposure,  Boy Meets World y CSI: Crime Scene Investigation.

## Filmografía

### Cine
| Año  | Título                       | Rol           | Notas          |
| ---- | ---------------------------- | ------------- | -------------- |
| 1989 | Back to the Future Part II   | Spike         |                |
| 1990 | Ski School                   | Lori          |                |
| 1991 | Back to the Future: The Ride | Heather       | Película corta |
| 1994 | Ring of Steel                | Elena Carter  |                |
| 1994 | Angel 4: Undercover          | Molly Stewart |                |
| 1995 | Decoy                        | Diana         |                |
| 1999 | Morella                      | Andrea        |                |
| 2012 | Walking the Halls            | Maggie        |                |
| 2012 | It Could Change Everything   | Roddi         | Película corta |

### Televisión
| Año             | Título                         | Rol                      | Notas                                          |
| --------------- | ------------------------------ | ------------------------ | ---------------------------------------------- |
| 1988            | The Equalizer                  | Gina                     | Episode: "Video Games"                         |
| 1990            | Charles in Charge              | Valerie                  | Episodio: "Judge Not Lest Ye Beheaded"         |
| 1990            | Doctor Doctor                  | Laurel                   | Episodio: "Ch-Ch-Ch-Changes"                   |
| 1992            | Full House                     | Wendy Tanner             | 2 episodios                                    |
| 1992            | The Hat Squad                  | Gloria                   | Episodio: "Pilot"                              |
| 1993            | The Return of Ironside         | Judy Bernardo            | Película para TV                               |
| 1993            | Coach                          | Shannon                  | Episodio: "About Face"                         |
| 1994            | Northern Exposure              | Meredith Swanson         | Episodio: "Lovers and Madmen"                  |
| 1994            | Blue Skies                     | Sarah Johnson            | Episodio: "The Girl, Bull and the Amenite Hat" |
| 1994-1995       | Boy Meets World                | Katherine 'Kat' Tompkins | 4 episodios                                    |
| 1995            | Silk Stalkings                 | Stacy                    | Episodio: "Kill Shot"                          |
| 1996-2000       | Pacific Blue                   | Of. Chris Kelly          | 83 episodios                                   |
| 1999            | Farscape                       | Alexandra / Lorana       | Episodio: "Rhapsody in Blue"                   |
| 2000-2001       | One Life to Live               | Melanie McIver           |                                                |
| 2002            | CSI: Crime Scene Investigation | Mina Rittle              | Episodio: "Cross-Jurisdictions"                |
| 2006            | Capitol Law                    | Sally                    | Película para TV                               |
| 2006, 2008-2009 | General Hospital               | Claire Lindquist         | 3 episodios                                    |
| 2006-2009       | Beyond the Break               | Patty Farmer             | 8 episodios                                    |
| 2007            | The Cure                       | Lynn Carter              | Película para TV                               |
| 2009            | The Forgotten                  | Sally Benedict           | Episodio: "Pilot"                              |
| 2012            | House                          | Ellen Rogers             | Episodio: "Runaways"                           |
| 2013            | Dirty Teacher                  | Lauren Hall              | Película para TV                               |